# Khymera
I Khymera sono un gruppo power metal statunitense formatosi nel 2002.

## Storia
La band nasce nel 2002 dall'incontro tra il cantante italiano Daniele Liverani e l'ex tastierista dei Kansas Steve Walsh.
Il gruppo si è poi trasformati in un progetto musicale stabile nel 2018 quando il bassista dei Pink Cream 69 e degli Unisonic Dennis Ward divenne il cantante del gruppo, prendendo in mano le redini dell'intero progetto, anche in qualità di produttore discografico.
Lo stesso Ward ha dichiarato che la band si ispira principalmente a  gruppi degli anni '80, quali Giuffria e King Kobra.

## Formazione

### Formazione attuale
- Dennis Ward - voce, basso (2004-presente)
- Michael Klein - chitarra (2012-presente)
- Eric Ragno - tastiera (2014-presente)
- Michael Kolar - batteria (2012-presente)

### Ex componenti
- Steve Walsh - tastiere (2002-2006)
- Uriah Duffy - basso (2002-2004)
- Brian MacLeod - batteria (2002-2004)
- Dario Cicconi - batteria (2002-2012)
- Tommy Ermolli - chitarrista (2002-2012)
- Jim Rykbost - tastiera (2006-2014)
- Daniele Liverani - voce (2002-2018)

## Discografia

### Album in studio
- 2003 - Khymera
- 2005 - A New Promise
- 2008 - The Greatest Wonder
- 2015 - The Grand Design
- 2020 - Master of Illusions
- 2023 - Hold Your Ground

### Album dal vivo
- 2005 - Rock the Bones Vol.3